# Pseudobeyrichia
Pseudobeyrichia is een geslacht van uitgestorven kreeftachtigen uit de klasse van de Ostracoda (mosselkreeftjes).

## Soorten
- Pseudobeyrichia cristata Copeland, 1989 †
- Pseudobeyrichia orthosulcusa Jiang(zh), 1983 †
- Pseudobeyrichia perornata Swartz & Whitmore, 1956 †